# Trolejbusová doprava v Budapešti

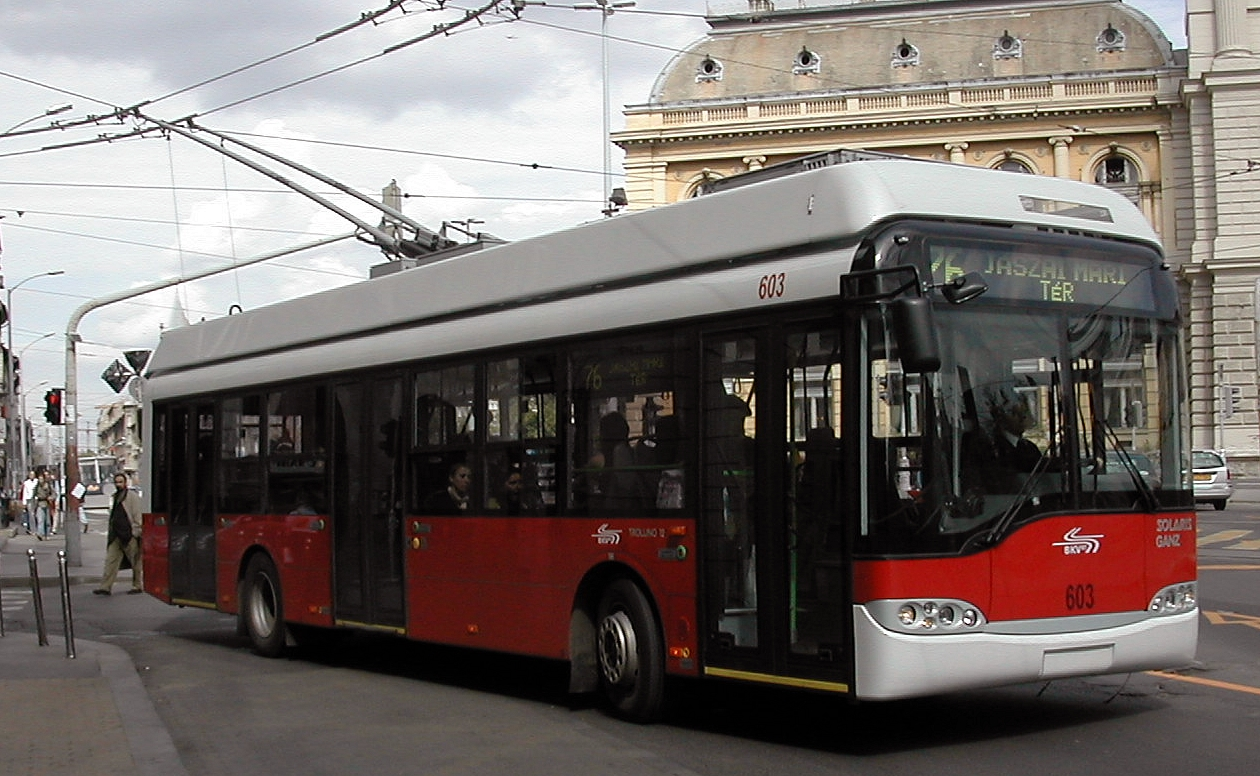
Budapešťský trolejbus Solaris Trollino 12 T

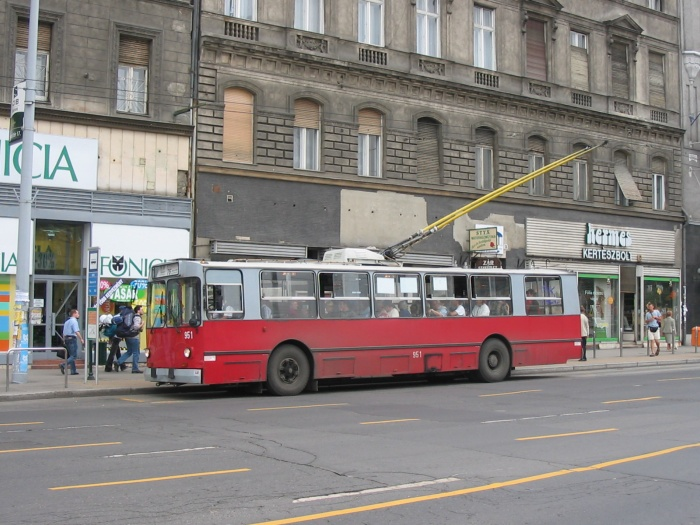
Trolejbus ZiU 9 sovětské výroby budapešťského dopravního podniku

Trolejbusová doprava v Budapešti, hlavním městě Maďarska, tvoří nejrozsáhlejší a nejstarší trolejbusovou síť v zemi. V roce 2018 zde bylo v provozu 16 linek. Jsou provozovány budapešťským dopravním podnikem BKV.

## Historie
První trolejbusová linka v Budapešti byla zprovozněna 16. prosince 1933. Jednalo se o trať ve čtvrti Óbuda mezi konečnou tramvaje Vörösvári út a hřbitovem. Trať dlouhou 2,7 km projel trolejbus za 8 minut. Vozy byly deponovány v tramvajové vozovně poblíž stanice
Vörösvári út. Konec této trati přinesly události konce druhé světové války, provoz na ní byl ukončen 21. října 1944.
Po válce již nebyla původní trať obnovena. Na konci 40. let proběhla výstavba trati na druhém břehu Dunaje, v Pešti. Provoz na první lince č. 70 (Kossuth Lajos tér – Erzsébet királyné útja) byl zahájen 21. prosince 1949. O dva roky později následovalo prodloužení z náměstí Kossuth Lajos tér na náměstí Jászai Mari tér, zároveň byla po celé délce tratě zavedena druhá linka č. 71. Během 50. a 60. let bylo dále vystavěno mnoho dalších tratí (většina jich nahradila právě rušené tramvajové tratě), čísla linek vystoupala až do č. 79. Během revoluce v roce 1956 bylo na mnoha místech poničeno trolejové vedení, to však bylo během následujícího roku opraveno.
Převrat nastal na konci 60. let, kdy bylo rozhodnuto o likvidaci trolejbusové sítě a její náhradě autobusy. To vedlo ke zrušení tratě po ulici Baross utca. Nicméně již v roce 1974 cena ropy začala stoupat a trolejbusy se opět dostaly na výsluní. Byly dodávány nové vozy (i kloubové), byly postaveny další tratě (některé na místě dříve zrušených tratí tramvajových), nejvyšším číslem trolejbusové linky se stalo číslo 83. Také existovaly plány provoz trolejbusů na budínském kopci (k hradu), které by tam jezdily z náměstí Moszkva tér. Ty však nebyly uskutečněny, takže dodnes jezdí trolejbusy pouze na levém břehu Dunaje (v Pešti).
Po politicko-ekonomických změnách na přelomu 80. a 90. let nastala doba stagnace. Nedostatek financí nedovolil rozšiřování trolejbusových tratí, bylo realizováno pouze několik krátkých prodloužení. Naopak byly některé linky i zkráceny. Existují projekty pro nové tratě v okolí náměstí Baross tér, nicméně v současnosti se jejich výstavba neplánuje. Finance míří spíše do obnovy zastaralého vozového parku.

## Vozový park

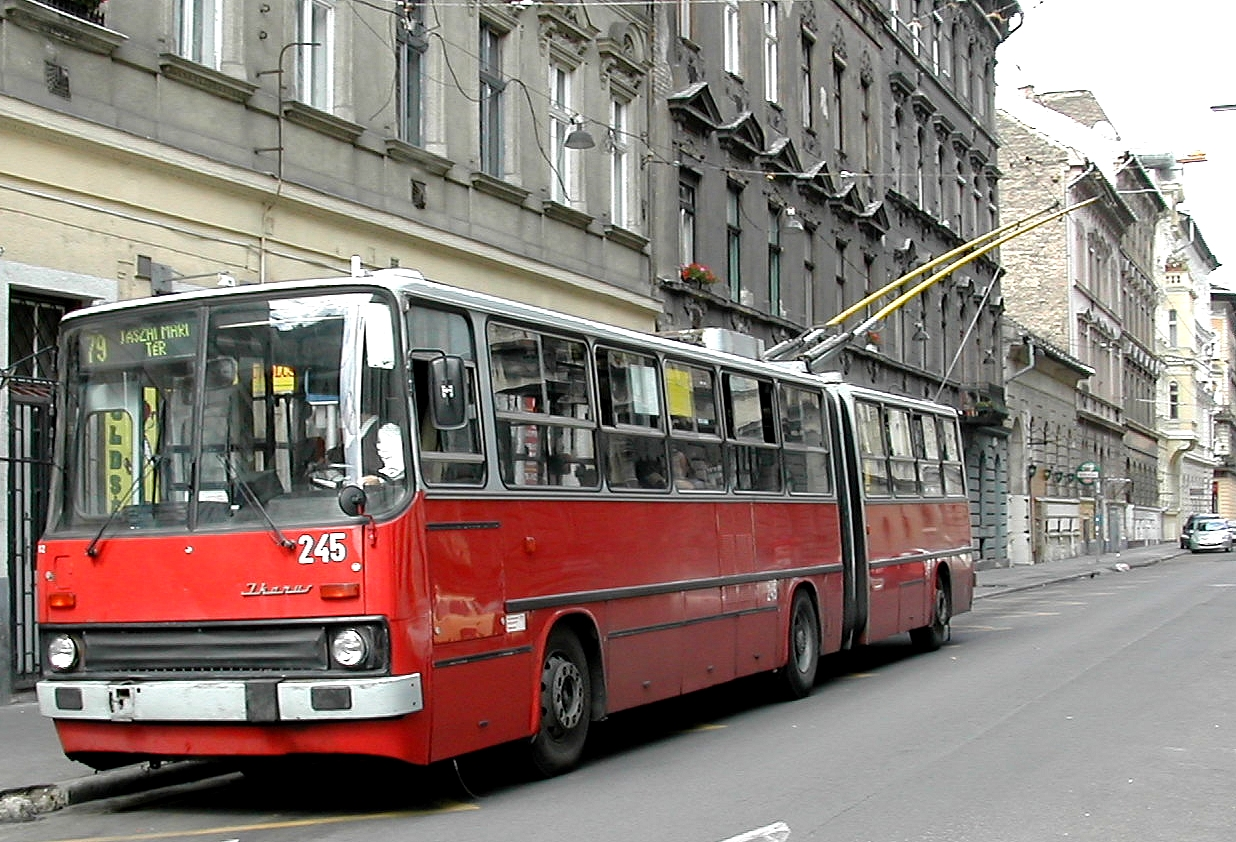
Kloubový trolejbus Ikarus 280 T v Budapešti

Pro předválečnou trolejbusovou linku v Óbudě byly dodány tři vozy se stejnou karoserií, ale jinou elektrickou výzbrojí. Dva trolejbusy měly výzbroj od firmy Ganz, třetí měl značky MÁVAG-Boveri. Všechny tři vozy přežily válku a po obnovení trolejbusové dopravy v Budapešti byly opětovně zařazeny do pravidelného provozu.
Po válce byly dodány sovětské vozy MTB, v první polovině 50. let začaly být vyráběny trolejbusy Ikarus 60 T. V roce 1960 byl z kapacitních důvodů zahájen provoz s vlečnými vozy, zároveň probíhala přestavba trolejbusů 60 T na kloubové vozy. Ve druhé polovině 60. let bylo zakoupeno 100 sovětských vozidel ZiU 5. Přibližně o 10 let později došlo k zahájení dodávek trolejbusů ZiU 9 (do roku 1984 celkem 173 kusů). Problémem se ale staly kloubové vozy, které žádný výrobce trolejbusů ve východním bloku nevyráběl. Proto budapešťský dopravní podnik začal ve svých dílnách upravovat článkové autobusy Ikarus 280, do kterých dosazoval elektrickou výzbroj z vyřazovaných trolejbusů ZiU 5. Novější série již disponovaly elektrickou částí od strojírenského gigantu GANZ, který dodával polovodičovou výzbroj založenou na tyristorech, vyráběnou dle licence západoněmecké firmy Kiepe.
V 90. letech byl vozový park obnoven vozy Ikarus 435 T (kloubový, 15 kusů, 1994–1996). Ve 21. století byly zakoupeny vozy Ikarus 411 T (1 ks, první nízkopodlažní trolejbus v Budapešti, původně předváděcí vůz) a Ikarus 412 T (nízkopodlažní, 15 ks, 2002). K 1.1.2013 byly vozy ZiU 9 vyřazeny z vozového parku a nahrazeny nízkopodlažními trolejbusy Solaris Trollino 12 s elektrickou výzbrojí Ganz-Škoda. Od roku 2014 je vozový park obnovován vozy polsko-české provenience Solaris Trollino 12 a Solaris Trollino 18 s výzbrojí od ŠKODA ELECTRIC. Jedná se již o parciální trolejbusy vybavené trakčními bateriemi pro možnost krátkých jízd mimo trolejové vedení. Starší série náleží k tzv. III. generaci Solaris Trollino, od roku 2019 se dodávají trolejbusy již s novými karoseriemi IV. generace tzv. New Trollino. Na druhou polovinu roku 2022 je plánován příchod 48 nových trolejbusů, což bude patrně znamenat tečku za provozem legendárních ryze maďarských kloubových trolejbusů Ikarus 280 T.
Jediná vozovna Pongrácz se nachází v jihovýchodní části trolejbusové sítě. Byla vystavěna v roce 1962, předtím trolejbusy využívaly části několika tramvajových vozoven.